# Ai (chanteuse)
Pour les articles homonymes, voir AI.
Ai, née le 2 novembre 1981, de son vrai nom Ai Carina Uemura (植村 愛), est une chanteuse japonaise. Elle est née aux États-Unis à Los Angeles d'un père d'origine japonaise et d'une mère japo-italienne. Parce que son père travaille entre deux pays, Ai voyage entre Los Angeles et le Japon. Ai est apparu dans un clip vidéo de Janet Jackson Go Deep en tant que danseuse. Ai commence sa carrière sous le label BMG chez lequel elle a sorti trois singles et un album. En 2003, Ai change et signe avec le label hip-hop Def Jam Japan, dont elle est la première artiste féminine a en faire partie. Le 7 juillet 2007, Ai donne un concert de 30 minutes sur la scène du Live Earth de Tokyo. Elle a également participé à la version japonaise de Wavin' Flag avec le chanteur canado-somalien K'naan.

## Discographie

### DVD
Collaboration avec : Namie Amuro & Suite Chic, SPHERE of INFLUENCE, Anna Tsuchiya, ANTY the 紅乃壱, Zeebra, Pushim, Trey Songz, Bi Rain, Yalin, Shaggy, Joe Budden, Dabo, Deli, UZI, BOY-KEN, Char, DJ WATARAI, HI-D, M-Flo, Double, Michico, Afra, Tucker…